# Pasquale Villari

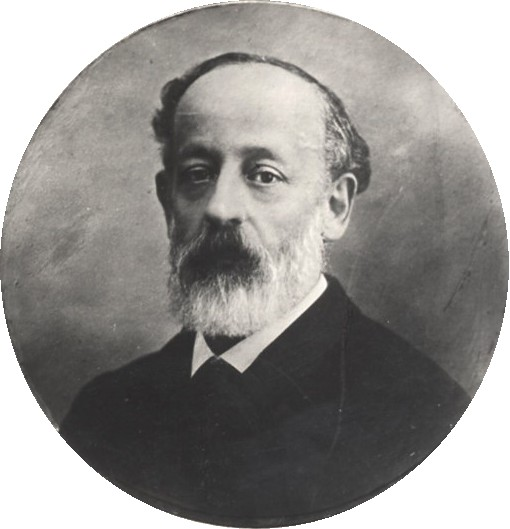
Pasquale Villari

Pasquale Villari (* 3. Oktober 1827 in Neapel; † 11. Dezember 1917 in Florenz) war ein italienischer Historiker, Universitätsprofessor und Politiker.

## Leben und Wirken
In Neapel war er Schüler von Francesco De Sanctis und beteiligte sich mit ihm 1848 an der Revolution gegen die Bourbonen in Neapel, flüchtete nach deren Scheitern nach Florenz und wurde 1859 Professor der Philosophie in Pisa. Er bereiste, um die dortigen Schulen kennenzulernen, England und Deutschland, wurde 1866 Professor der Geschichte am Istituto di Studi Superiori in Florenz und Mitglied des obersten Studienrats (Consiglio Superiore della Pubblica Istruzione), dem er mit kurzen Unterbrechungen bis 1902 angehörte, von 1898 bis 1902 als Vizepräsident. Von 1870 bis 1876 und 1880 bis 1882 war er Mitglied der Camera dei deputati und beteiligte sich an der Tagespolitik nach den Unglücksfällen von 1866 mit der Aufsehen erregenden Flugschrift Di chi è la culpa? 1884 wurde er zum Senator des Königreichs Italien ernannt. Von Februar 1891 bis Mai 1892 war Villari Unterrichtsminister im ersten Kabinett von Antonio Starabba di Rudinì.
1891 wurde ihm der Pour le mérite für Wissenschaft und Künste verliehen. Er war Mitglied der Preußischen Akademie der Wissenschaften und ab 1871 korrespondierendes Mitglied der Bayerischen Akademie der Wissenschaften. 1876 wurde er korrespondierendes, 1878 Vollmitglied der Accademia dei Lincei, der er von 1902 bis 1904 als Präsident vorstand. Ab 1893 war er auch Mitglied der Accademia della Crusca. 1904 wurde er in die American Academy of Arts and Sciences und 1914 in die British Academy gewählt. Von 1910 bis zu seinem Tode war er auch Ehrenvorsitzender der Associazione Nazionale per gli Interessi del Mezzogiorno d‘Italia, während die tatsächliche Leitung in den Händen von Leopoldo Franchetti lag und die wesentlichen Impulse von Umberto Zanotti Bianco ausgingen. Damit sollte die „Questione meridionale“ den Bereich theoretischer Debatten verlassen und zu praktischem Handeln führen.
Seine Frau Linda White Mazini Villari, die selbst Schriftstellerin und Übersetzerin war, übersetzte viele seiner Werke ins Englische. Sein jüngerer Bruder Emilio (1836–1904) war ein bekannter Physiker. Villari starb im Alter von 90 Jahren und ist auf dem Friedhof Cimitero delle Porte Sante begraben.

## Werke (Auswahl)
- La storia di Girolamo Savonarola e de'suoi tempi. Florenz 1859–61, 2 Bde.; 2. Aufl. 1887; deutsch von Moritz Berduschek. Leipzig 1868, 2 Bde.
- L'Italia, la civiltà latina e la civiltà germanica : Osservazioni storiche. Florenz 1861.
- Antiche leggende e tradizioni che illustrano la divina commedia : precedute da alcune osservazioni . Pisa 1865. Nachdruck Sala Bolognese: Forni, 1979.
- Niccolò Machiavelli e i suoi tempi illustrati con nuovi documenti. Florenz 1877–82, 3 Bde.; deutsch von Bernhard Mangold. Leipzig 1877–83, 3 Bde.
- Saggi di storia, di critica e di politica. Florenz 1868.
- Geschichte Girolamo Savonarola's und seiner Zeit. 2 Bde., Leipzig 1868 (Digitalisat)
- Nuovi scritti pedagogici. Florenz 1891.
- Le lettere meridionali ed altri scritti sulla questione sociale in Italia (dass. 1878). Nachdruck Napoli: Guida Ed., 1979, ISBN 88-7042-366-2.
- I mali dell'Italia : scritti su mafia, camorra e brigantaggio. Firenze: Vallecchi, 1995, ISBN 88-8252-031-5.
- "Un anello ideale" fra Germania e Italia. Corrispondenze di Pasquale Villari con storici tedeschi. (Hrsg.: Anna Maria Voci) Rom: Archivio Guido Izzi, 2006
- The Two First Centuries of Florentine History: The Republic and Parties at the Time of Dante. Translated by Linda Villari. T. Fisher Unwin, London 1894 (archive.org).